# Peter McPhee
Peter McPhee, né le 24 janvier 1948, est un universitaire australien, et l'ancien provost de l'Université de Melbourne. Il est la première personne à avoir occupé ce poste à Melbourne, jusque-là réservé aux universités des États-Unis et du Royaume-Uni.

## Biographie
Peter McPhee fait ses études à la grammar school de Caufield à Melbourne, et au Trinity college de l'Université de Melbourne, où il a obtenu son Baccalauréat ès Arts et une Maîtrise ès Arts, un Diplôme en Éducation et un doctorat en Philosophie.
Plus tard, il enseigne à l'Université de La Trobe (1975-79) et à l'Université Victoria de Wellington (1980-86) avant d'enseigner l'histoire à Melbourne. Il est spécialisé dans la recherche sur l'histoire française et notamment sur la période de la Révolution française, ayant publié de nombreux livres sur le sujet. Il a été à l'Université de Melbourne vice-Doyen de la faculté des Études Supérieures, à la tête du Département d'Histoire et Président du conseil académique. En 2003, il devient l'adjoint du vice-chancelier pour les universitaires et, en 2007, a été nommé en tant que premier recteur. Dans le cadre de ce rôle, il a été responsable de la planification et de l'introduction de la réforme controversée du nouveau Melbourne Model, qui est conçu pour maintenir la cohérence avec le processus de Bologne permettant un alignement avec la structure de l'enseignement supérieur européen.
En 2003, il a reçu la Médaille du Centenaire pour services rendus à l'enseignement.
McPhee a pris sa retraite de l'Université de Melbourne le 14 juin 2009, mais il continue de servir en tant que chargé de recherche.
En 2014, Peter McPhee, avec l'Université de Melbourne et Coursera, a développé un cours en ligne gratuit sur la Révolution française. Le cours suit les chapitres de son livre électronique, La Révolution française.
En juin 2018, il reçoit le titre de docteur honoris causa de l'université de Perpignan.

## Publications
- Liberty or Death: The French Revolution (2015). Yale University Press. eBook  (ISBN 9780522869149)
- Robespierre: A Revolutionary Life (2012). Yale University Press,  (ISBN 0-30011-811-2)
- Living the French Revolution, 1789-1799 (2006). Palgrave McMillan,  (ISBN 0-33399-739-5)
- A social history of France, 1789-1914 (2004). Palgrave McMillan,  (ISBN 0-33399-751-4)
- The French Revolution, 1789-1799 (2002). Oxford University Press,  (ISBN 0-19924-414-6)
- The French Revolution and Napoleon : a sourcebook (2002 ; directeur, avec Philip G. Dwyer). Routledge,  (ISBN 0-41519-907-7)
- Pansy : a life of Roy Douglas Wright (1999). Melbourne University Press,  (ISBN 0-52284-626-2)
- Revolution and environment in Southern France, 1780-1830 : peasants, lords, and murder in the Corbieres (1999). Oxford University Press,  (ISBN 0-19820-717-4)
- A social history of France 1780-1880 (1992). Routledge,  (ISBN 0-41501-615-0)
- The politics of rural life : political mobilization in the French countryside, 1846-1852 (1992). Oxford University Press,  (ISBN 0-19820-225-3)
- The French revolution in a Mediterranean community : Collioure 1780-1815 (1999). Département d'histoire, Université de Melbourne,  (ISBN 0-86839-876-4)

## Distinctions
- 2003 : Médaille du Centenaire
- 2012 : Ordre d'Australie
- 2018 : Doctorat honoris causa de l'Université de Perpignan[6]